# 加拿大馬鹿
加拿大馬鹿，是世界上體型最大的鹿科物種之一，一般來說僅次於駝鹿，也是北美洲和亞洲東部體型最大的哺乳類動物之一。
其种加词“canadensis”意为“加拿大的”。

## 形态
在鹿科中，僅有駝鹿的體型比加拿大馬鹿大，而鹿屬中只有紅鹿（歐洲馬鹿）能與其匹敵。加拿大馬鹿和發源於歐洲的歐洲馬鹿（Cervus elaphus）十分相似，其長久以來也被認為是歐洲馬鹿的亞種；然而，2004年的粒線體DNA檢驗結果，卻顯示加拿大馬鹿和歐洲馬鹿是兩相異物種。
加拿大馬鹿棲息於森林與林邊的棲息地，以草、植物、樹葉與樹皮為主食。儘管土生自北美與東亞，加拿大馬鹿在引進牠們的國家仍適應良好，其中包括紐西蘭與阿根廷。然而牠們高水平的適應性，卻對當地的特有種與生態系統造成了威脅。
加拿大馬鹿的公鹿有著碩大的鹿角，其每年都會脫落。到了發情期時，公鹿會出現各種為了爭取交配權的動作，包括擺出姿態、鹿角扭打及發出鳴叫。公鹿會連續發出尖銳的叫聲，用以確保公鹿的優勢地位，並且吸引母鹿。加拿大馬鹿的鳴叫也是自然界中最有特色的叫聲之一。
加拿大馬鹿十分容易感染一些傳染病，其中有的疾病可以透過家畜傳染。當今技術主要透過疫苗接種來防止染病，並已成功混合疫苗。
有些文化十分崇敬加拿大馬鹿，並將其作做為心靈上的力量。在亞洲的部分地區，鹿角與鹿角上的絨毛狀皮會被使用於傳統醫學中。人們也以獵捕加拿大馬鹿來作為競賽；鹿肉比牛肉和雞肉更為精瘦、蛋白質含量更高。

## 命名與語源
早期歐洲探險家在北美洲發現加拿大馬鹿時，因其體型比他們所熟識的歐洲馬鹿要大得多、比較像是駝鹿，而將之以歐洲對駝鹿的稱呼，取名為「elk」（也因此，驼鹿后来在北美被叫做另外的名字，moose）。「elk」在拉丁文中是「alces」，也通用於古北歐語的「elgr」、斯堪的納維亞語的「elg」、德語的「Elch」等，上述稱呼指的都是北美洲長得像駝鹿的動物。而加拿大馬鹿的另一別稱「wapiti」則是源自蕭尼語的「waapiti」，意思是「白色的臀部」（white rump）。加拿大馬鹿在亞洲也被稱作「馬拉赤鹿」（maral），但這其實是和東歐馬鹿（Cervus elaphus maral，歐洲赤鹿的亞種）的混淆。另外，蒙古也有加拿大馬鹿的亞種，名為「阿爾泰馬拉赤鹿」（Altai maral，學名：Cervus canadensis sibiricus），又稱「阿爾泰馬鹿」（Altai wapiti）、「西伯利亞馬鹿」（Siberian wapiti或Siberian elk）。

## 分類

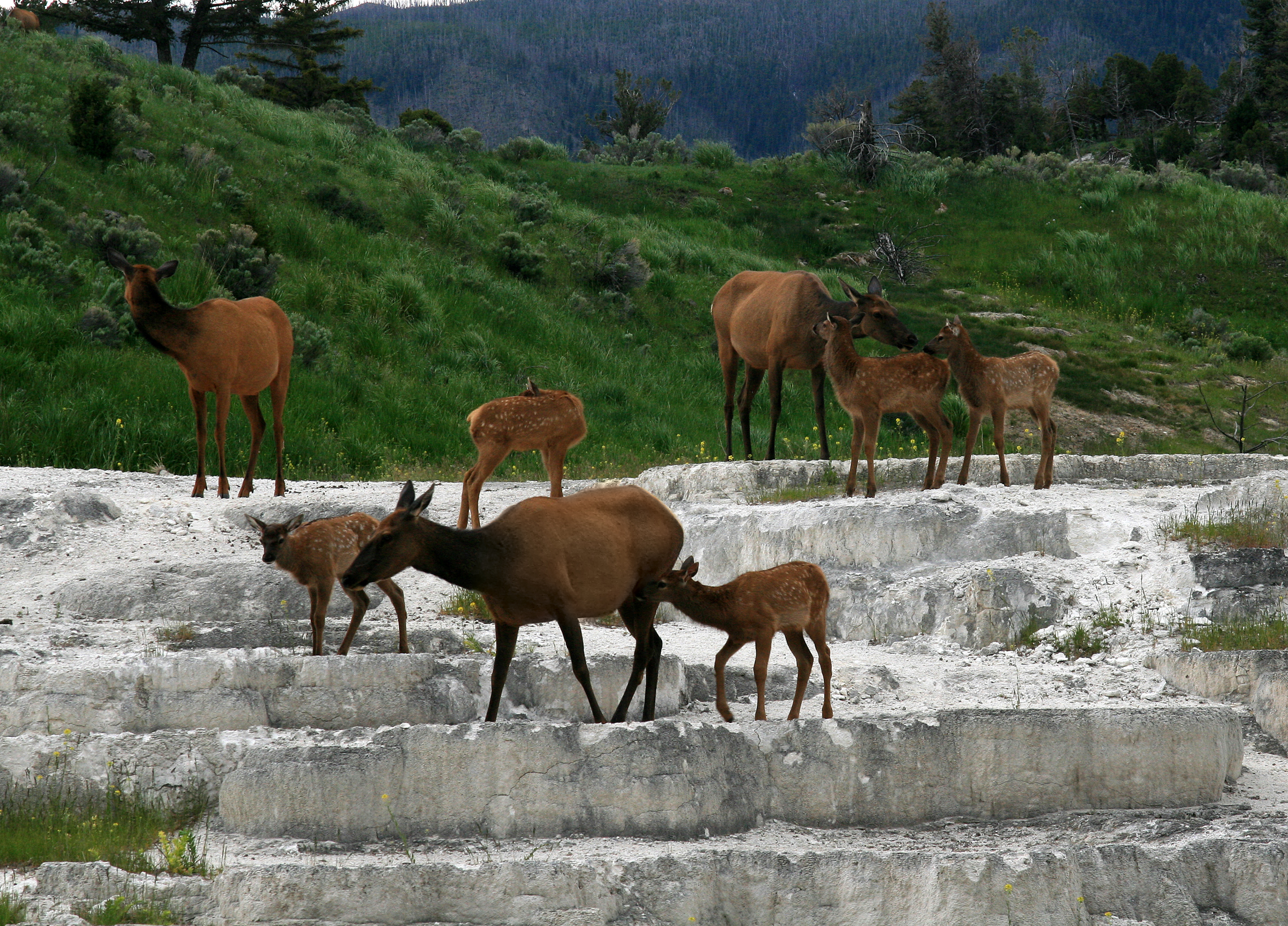
加拿大馬鹿於黃石國家公園長毛象溫泉的蛋白石平台上。

加拿大馬鹿的鹿屬（Cervus）始祖最早出現在一千二百萬年前的化石記錄中，來自歐亞大陸的上新世期間，但北美洲的化石記錄卻要到更新世的冰河時期，牠們越過白令陸橋時，才有加拿大馬鹿的蹤跡。已絕種的大角鹿（Megaloceros）不是鹿屬的一員，但仍是廣泛鹿科（Cervidae）化石記錄中最大的成員。
2004年以前，由於其混種後代能夠生育，馬鹿和加拿大馬鹿一直被視為是同一物種：Cervus elaphus。近代的粒線體DNA檢驗，其使用了數百件馬鹿、加拿大馬鹿與其他鹿屬的鹿科動物的樣本，強烈顯示加拿大馬鹿構成了另一個物種：C. canadensis。原先的分類法中，C. elaphus種名底下有超過十二個亞種；DNA檢驗斷定加拿大馬鹿和白唇鹿比較親近，甚至連梅花鹿都比加拿大馬鹿更與馬鹿有關。儘管加拿大馬鹿和馬鹿能透過圈養繁殖產下有生育能力的後代，二野生種間的地理的隔絕，以及交配行為的差異，都顯示加拿大馬鹿和欧洲馬鹿在受制環境以外的繁育是不可能發生的。

### 亞種
加拿大馬鹿有眾多的亞種：六種來自北美洲，四種來自亞洲，儘管有些分類學者認為他們是同種中不同的生態型或種族（race，物種透過外觀與行為的小幅改變以適應當地環境）。族群的多樣化包括鹿角形狀與大小、體型、色澤及交配行為的不同。歐亞亞種DNA調查顯示，鹿角、鬃毛與臀部斑點的表型變化發展是基於「氣候相關生活方式的因素」。

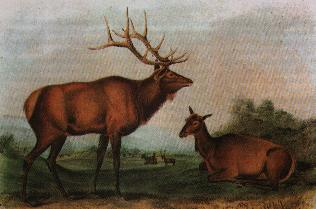
奧杜邦所畫的「東歐馬鹿」現已絕種

有史以來已知存在於北美洲的六種加拿大馬鹿亞種中，四種存活至今，包括羅斯福（C. canadensis roosevelti）、澤地（C. canadensis nannodes）、曼尼托巴（C. canadensis manitobensis）與洛磯山（C. canadensis nelsoni）。而東歐馬鹿（C. canadensis canadensis）與梅里安馬鹿（C. canadensis merriami）亞種已於至少一世紀前絕種。僅存的四種北美洲亞種的分類法受到了沿用，至少在一定程度上，達成了對各個倖存族群實行個體保護措施的政治目的。
四種存在於亞洲的亞種，包括阿爾泰馬鹿（C. canadensis sibiricus）與天山馬鹿（C. canadensis songaricus）。另外二種發現於中國與南韓的亞種則是滿洲馬鹿（C. canadensis xanthopygus）與賀蘭山馬鹿（C. canadensis alashanicus）。滿州馬鹿的色澤比其他族群深且紅。中國中北部的賀蘭山馬鹿在所有亞種中體型最小、色澤最淺，也是最少受研究的。投身於全球各種鹿種研究的瓦利瑞斯·蓋斯特，認為加拿大馬鹿僅有三種亞種。蓋斯特保留了滿洲和賀蘭山馬鹿，但將所有其他的加拿大馬鹿放入C. canadensis canadensis列下。

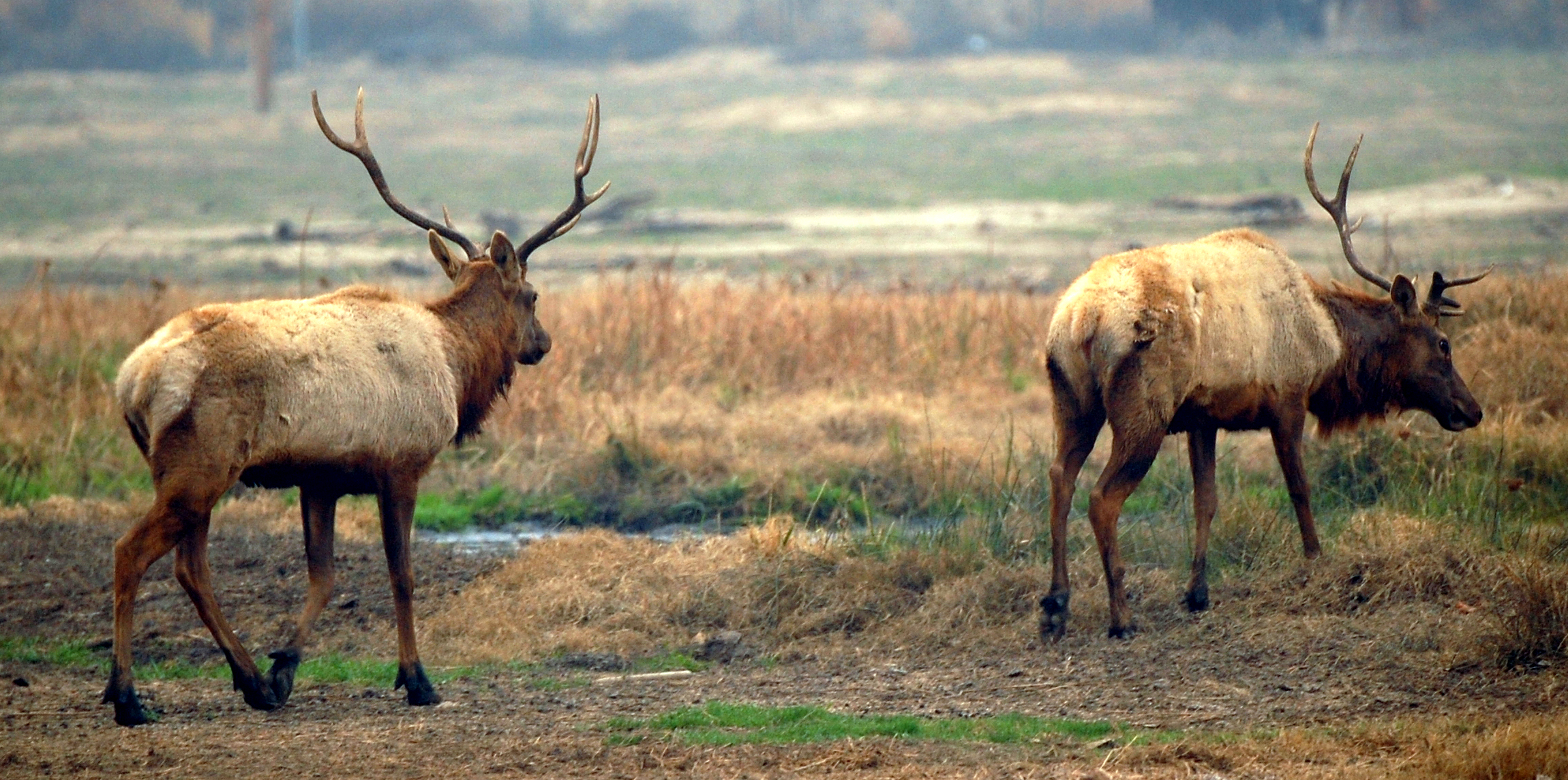
澤地馬鹿於美國加州塔普曼附近的保護區。

近代DNA檢驗提議，加拿大馬鹿沒有超過三或四種亞種。所有美國的種類似乎是屬於同一個亞種（Cervus canadensis canadensis）。甚至西伯利亞馬鹿（Cervus canadensis sibiricus）與美國的種類的差異不大，因此也可以歸入此亞種。然而，滿州馬鹿（Cervus canadensis xanthopygus）明顯的有別於西伯利亞的種類，卻又無法與賀蘭山馬鹿辨別。中國的種類中的四川馬鹿、甘肅馬鹿與西藏馬鹿同樣也是歸屬於加拿大馬鹿，且無法藉由粒線體DNA檢驗互相區別。
加拿大馬鹿是有蹄類與偶蹄目階層中的大型動物，各足蹄皆擁有雙數的足尖，類似於駱駝、山羊與牛。它同時也是反芻動物，有著四個胃室，以草、植物、樹葉與樹皮為食。在夏季，加拿大馬鹿幾乎不斷的進食，每日吃進了4至7公斤（10至15磅）的食物。在北美洲，雄性加拿大馬鹿被稱作「bulls」，雌性的則稱為「cows」。在亞洲，有時則分別以「stag」（雄鹿）與「hind」（母鹿）代替之。

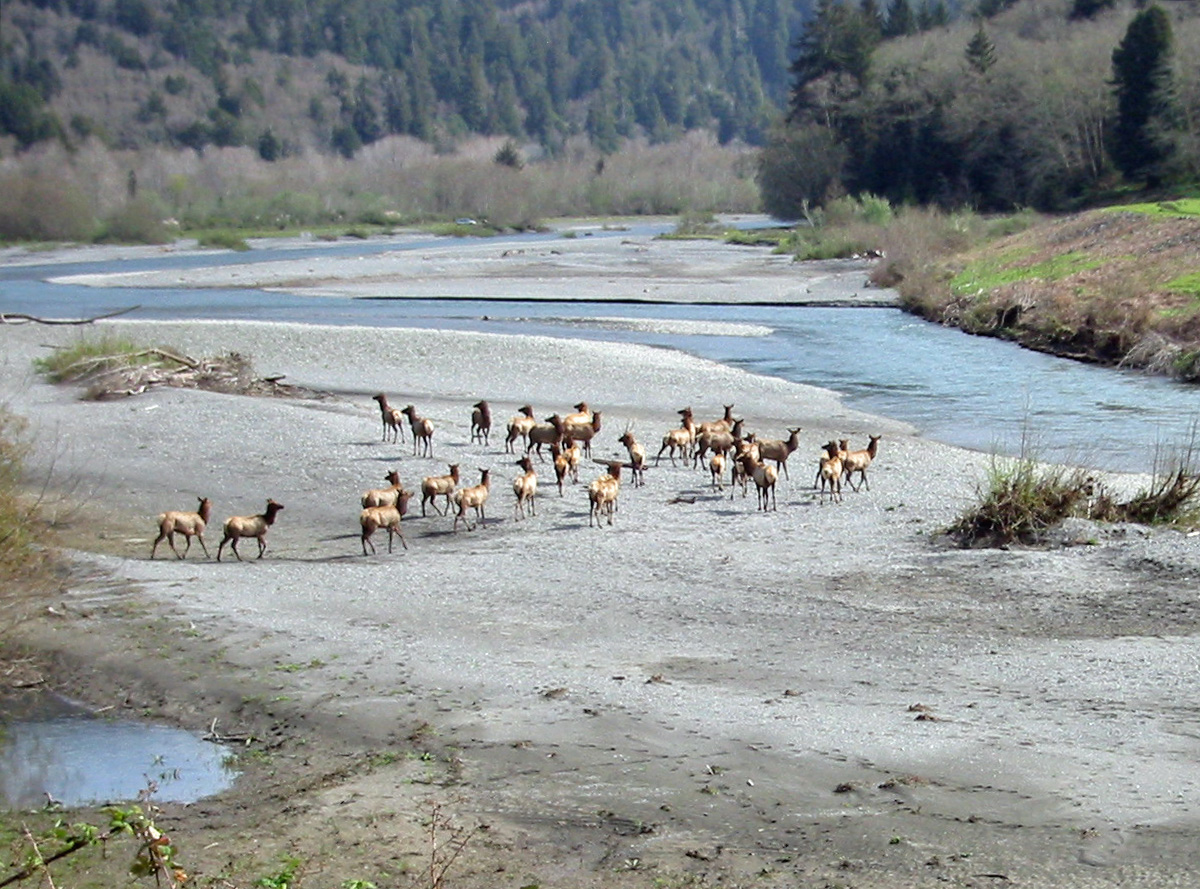
加州紅木國家公園的一群羅斯福馬鹿。

加拿大馬鹿重約北美黑尾鹿（mule deer）的二倍，而且有比較紅的毛色，以及暗黃色的臀部大斑點與較小的尾巴。駝鹿比加拿大馬鹿體型大且色澤深，雄鹿有特殊的鹿角，而駝鹿不成群生活。母鹿平均重約225公斤（500磅），到肩部高約1.3公尺（4.5英呎），從鼻到尾長約2公尺（6英呎）。雄鹿發育成熟時體型比母鹿大約大出25%，體重平均重320公斤（700磅），到肩部高約1.5公尺（5英呎），長度平均可到約2.5公尺（8英呎）。亞種中體型最大的是羅斯福馬鹿，棲息於美國加州、奧勒崗州與華盛頓州的喀斯喀特山脈西部，以及加拿大英屬哥倫比亞省。羅斯福馬鹿曾被再次引入阿拉斯加，當地體型最大的雄鹿估計可重達600公斤（1300磅）。
只有雄鹿才有鹿角，其於春季開始成長，並於每年冬季脫落。最大的鹿角可以達到1.2公尺（4英呎）長，重18公斤（40磅）。鹿角是以骨頭組成，其可以每日2.5公分（1英吋）的速率成長。鹿角在成長時，會覆蓋上一層有保護作用，柔軟、多血管分布的皮膚，其被稱作鹿茸。鹿茸會在夏天，鹿角已完全形成後脫落。雄鹿各鹿角上可有八至更多的角叉；然而，角叉的數量和雄鹿的年齡或發育成熟與否並無太大關聯。西伯利亞與北美洲的加拿大馬鹿擁有最大的鹿角，而阿爾泰馬鹿的則最小。鹿角的形成與保持是由睪丸素所控制的。在晚秋的繁殖季節過後，發情期期間環境中費洛蒙的分泌減少，而雄鹿的睪丸素分泌也因而下降。睪丸素的減少導致了鹿角的脫落，其通常於早冬時發生。
秋季期間，加拿大馬鹿會長出較厚的皮毛，幫助牠們度過寒冬。在西伯利亞和北美洲，加拿大馬鹿的雄鹿、母鹿及小鹿都會長出細頸毛；滿州與賀蘭山馬鹿的母鹿與小鹿則否。到了夏初，厚重的冬季皮毛會脫落，加拿大馬鹿會磨擦樹木或其他物體以除去鹿體上的毛髮。所有的加拿大馬鹿都有清楚、輪廓分明的臀部小斑點及短小的尾巴。牠們視季節與棲息地的種類，會有不同的色澤，毛色在冬季普遍為灰色或其他較淺的顏色，夏季的顏色則較紅、較深。棲息於乾燥氣候區的亞種，比那些棲息於森林中的亞種有毛色較淺的皮毛。加拿大馬鹿在夏季時，大部分都是披上淺褐黃色至橙棕色的皮毛，對照著頭部、頸部與腿部的深棕色毛髮。適應於森林的滿州與賀蘭山馬鹿在夏天期間則有較深的紅棕色皮毛，軀幹毛皮與身體其他部位之間毛色的對比較不明顯。在許多鹿種中，小鹿普遍在出生時便帶有斑點，斑點並在夏季結束時消失。發育成熟的滿州馬鹿，則會在夏季毛皮的背部保留少數的橘色斑點，一直到牠們年齡更大時才消失。這些特徵也可以在適應森林的歐洲赤鹿上看見。

## 生態學

### 分布

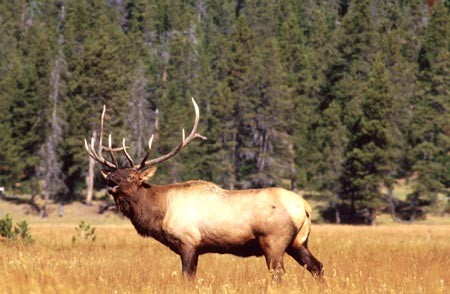
雄鹿於發情期鳴叫。

現今的亞種是曾經棲息於白令陸橋，一種介於亞洲與北美洲之間、於更新世連接上述二大陸的沙地領域的加拿大馬鹿的後裔。白令陸橋為許多哺乳類物種提供了遷移的途徑，包括棕熊、馴鹿與駝鹿，以及人類。當更新世即將告終時，海平面開始上升；加拿大馬鹿南遷至亞洲與北美洲。在北美洲，牠們除了凍土層、沙漠與美國墨西哥灣沿岸地區以外，幾乎對整個生態系統都適應良好。西伯利亞南部與中亞的加拿大馬鹿曾一度廣泛分布，但如今受到了西列於貝加爾湖的山脈的限制，包括蒙古境內的薩彥嶺與阿爾泰山脈，以及臨界於吉爾吉斯、哈薩克與中國新疆自治區的天山一帶。西伯利亞馬鹿在亞洲的棲息地與北美洲的洛磯山亞種十分相似。
在整個加拿大馬鹿所分布的範圍中，牠們棲息於森林與林邊棲息地，與其他鹿種相仿。在山區，牠們通常在夏季時生活於較高海拔處，冬季向下遷移。高適應性的加拿大馬鹿也能棲息於北美洲的半沙漠地帶，如大盆地。滿州與賀蘭山馬鹿主要棲息於林間，而牠們尺寸較小的鹿角十分適合山林的環境。

### 引進

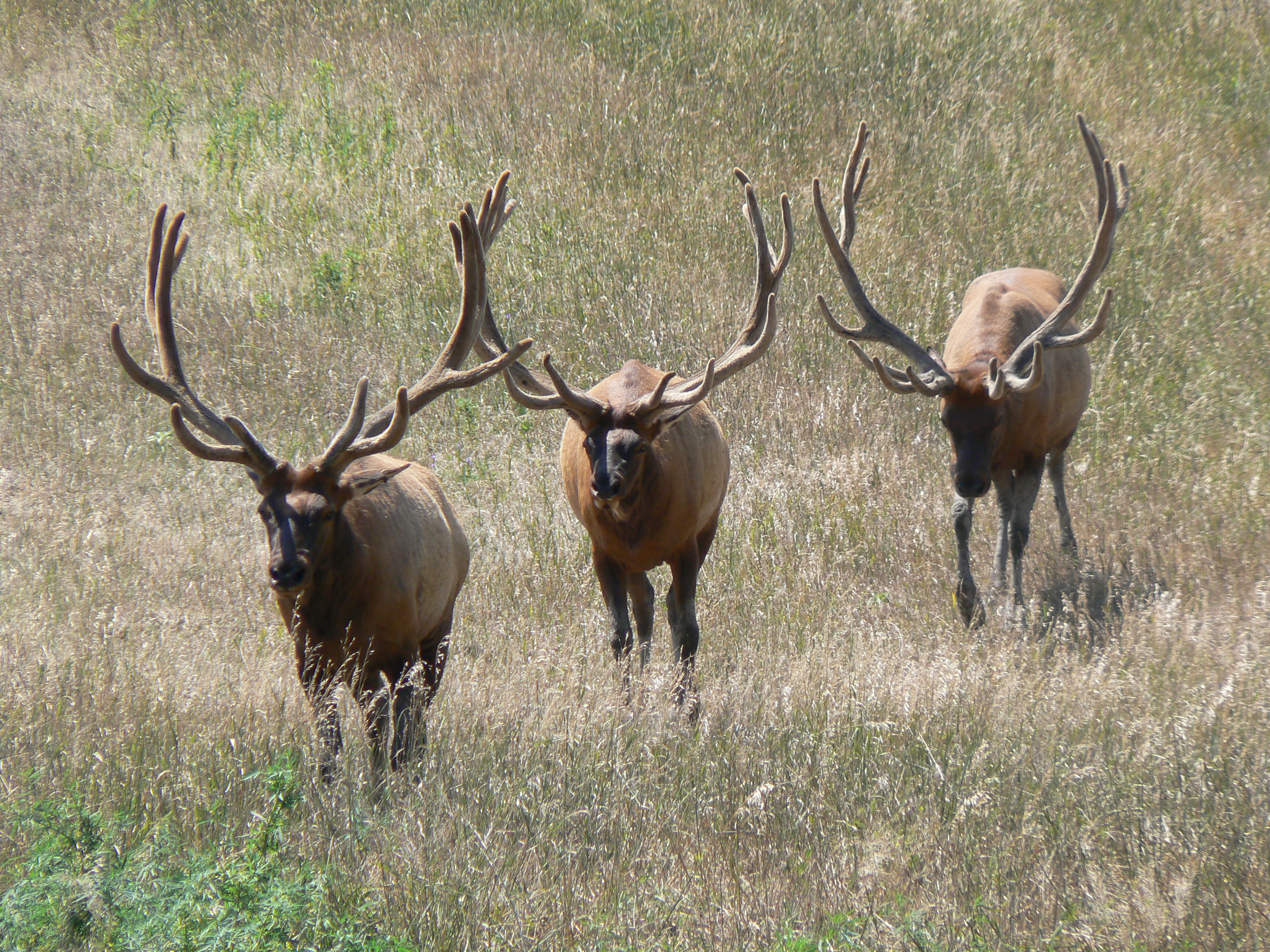
雄加拿大馬鹿於內布拉斯加州的圈養範圍中。這些鹿種，最初源自洛磯山鹿群，由於被圈養、受到較少的天擇壓力，而呈現出不同的習性。

洛杉矶馬鹿亞種被獵人保護組織再次引入美國東部的阿帕拉契山區一帶，現已滅絕的東歐馬鹿亦曾經棲息與此地。在加拿大馬鹿再次被引進美國的肯塔基州、北卡羅來納州與田納西州後，牠們遷移至鄰近的維吉尼亞州與西佛吉尼亞州，並在當地確立了穩定的族群數。加拿大馬鹿也曾被再次引入一些其他的州分，包括賓夕法尼亞州、密西根州與威斯康辛州。截至1989年，洛磯山亞種的數量估計已達780,500，而北美亞種的估計數量則超過了100萬。先前歐洲於北美洲的殖民統治時期，北美大陸估計有1000萬的加拿大馬鹿。加拿大馬鹿在全球的數量，包括人工飼育與野生種，有近200萬。
在牠們的原始棲息地範圍以外，加拿大馬鹿與其他鹿種也被引進了原有少數大型原生有蹄類哺乳動物的區域。為了狩獵、放牧以獲取鹿肉、獸皮與鹿茸而將其引進了這些國家，牠們表現出高度的適應性，有時甚至對當地生態系統產生惡性衝擊與威脅。加拿大馬鹿與馬鹿在二十世紀初被引進了阿根廷和智利。牠們現在在當地被視為入侵物種，侵犯阿根廷的生態系統，與本土智利馬駝鹿等草食動物爭食。這些對本土物種所產生的負面影響，導致世界自然保護聯盟（IUCN）裁決加拿大馬鹿為世界百大最糟糕的侵略者之一。加拿大馬鹿與馬鹿也皆曾被引入愛爾蘭與澳洲。
鹿種在紐西蘭的引進於十九世紀中葉展開，現今主要的鹿種為歐洲馬鹿，其中加拿大馬鹿僅佔了15%。這些鹿種已對某些植物物種的森林再生產生了負面衝擊，牠們吃盡了較美味的植物，其後來以那些較不受加拿大馬鹿喜愛的植物來替代。長期的衝擊會對植物類型與自然形成的樹木，以及其他依賴它們的動物與植物物種造成變遷。與智利與阿根廷相同，世界自然保護聯盟已對紐西蘭的馬鹿與加拿大馬鹿鹿種宣告為入侵物種。當地並有超過250個個體進行圈養。

## 生物學

### 繁育與生命週期

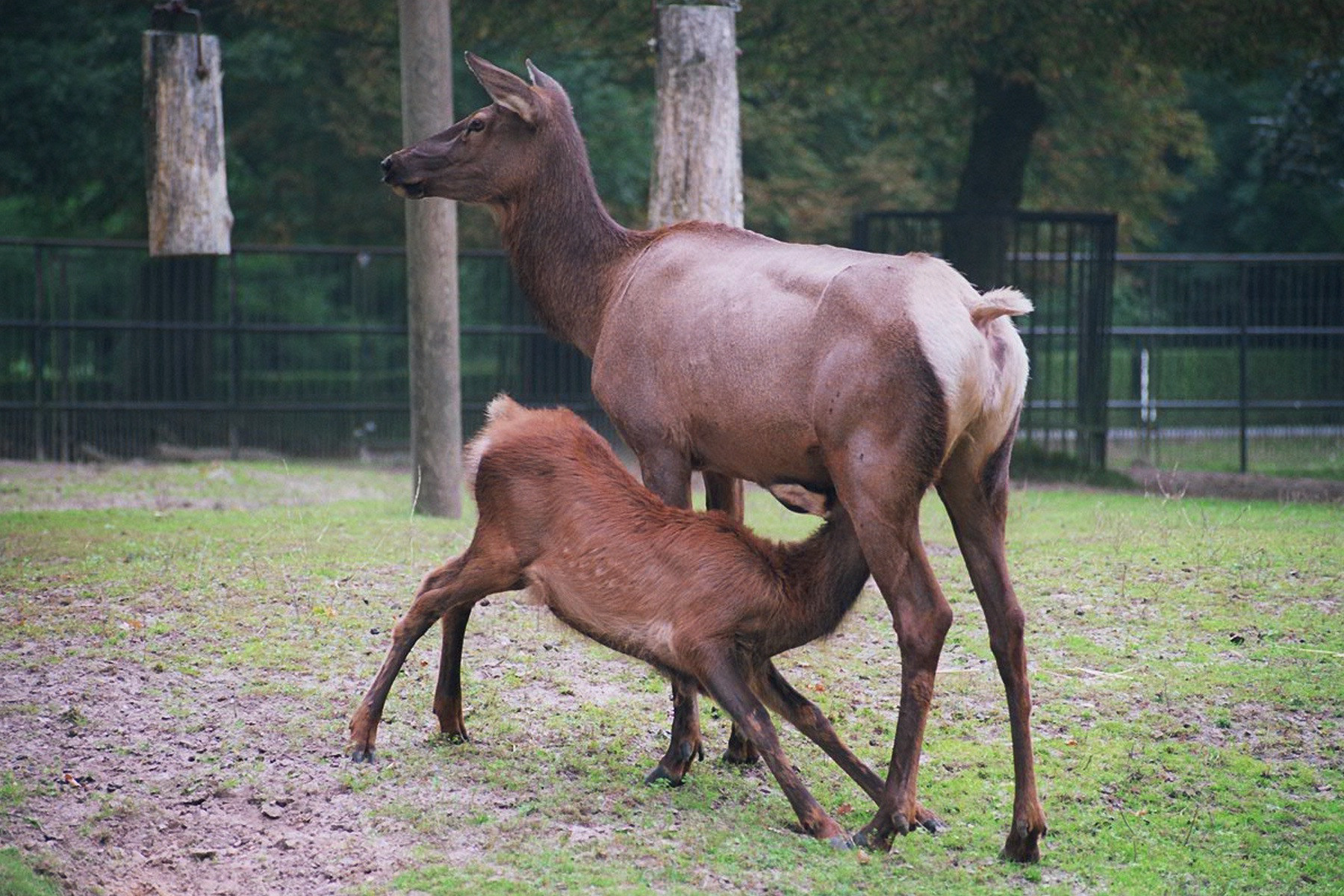
母鹿照料着小鹿。

母加拿大馬鹿的發情週期相當短暫，只有一至二天，而交配通常包含十二或更多次的嘗試。到了第二年的秋季，母鹿可以誕下一頭或兩頭幼鹿，但誕下兩頭幼鹿的情況較為罕見。普遍來說，母鹿最常在重達至少200公斤（450磅）時繁育。懷孕期歷時約240至262天，而幼鹿體重介乎15至16公斤（33至35磅）。當母鹿接近要生產時，牠們會遠離鹿群，保持孤立，直到小鹿夠強壯、能逃離掠食者為止。小鹿和許多鹿種一樣，在產下時便帶有斑點，斑點要到夏末才會消失。滿州馬鹿的夏季皮毛則會在背部留下少數的橘色斑點，直到牠們較成熟後脫落。二周後，小鹿便能夠加入鹿群中，並於二個月時完全斷奶。加拿大馬鹿的小鹿在六個月大時體重便相當於一頭成年白尾鹿。剛產下的小鹿會留在母鹿身旁接近一年的時間，在大約下一季的繁育期時離開。所有亞種的懷孕期都是相同的。
加拿大馬鹿在圈養下能活20年甚至更久，但野生的加拿大馬鹿平均壽命只有10至13年。某些較少受到掠食的亞種，其野生的鹿種則平均可以活15年之久。

### 遷徙
與許多鹿科的鹿種相同，尤其是那些棲息於山區的鹿種，加拿大馬鹿於春季遷移到較高海拔處，隨著積雪退去，再於秋季往反方向移動。狩獵的壓力也影響著遷徙與移居。在冬季期間，牠們偏愛林地與隱蔽的山谷便於防風及吃樹皮。羅斯福馬鹿普遍無遷居習慣，因為其食物來源的季節變異性較小。

### 覓食

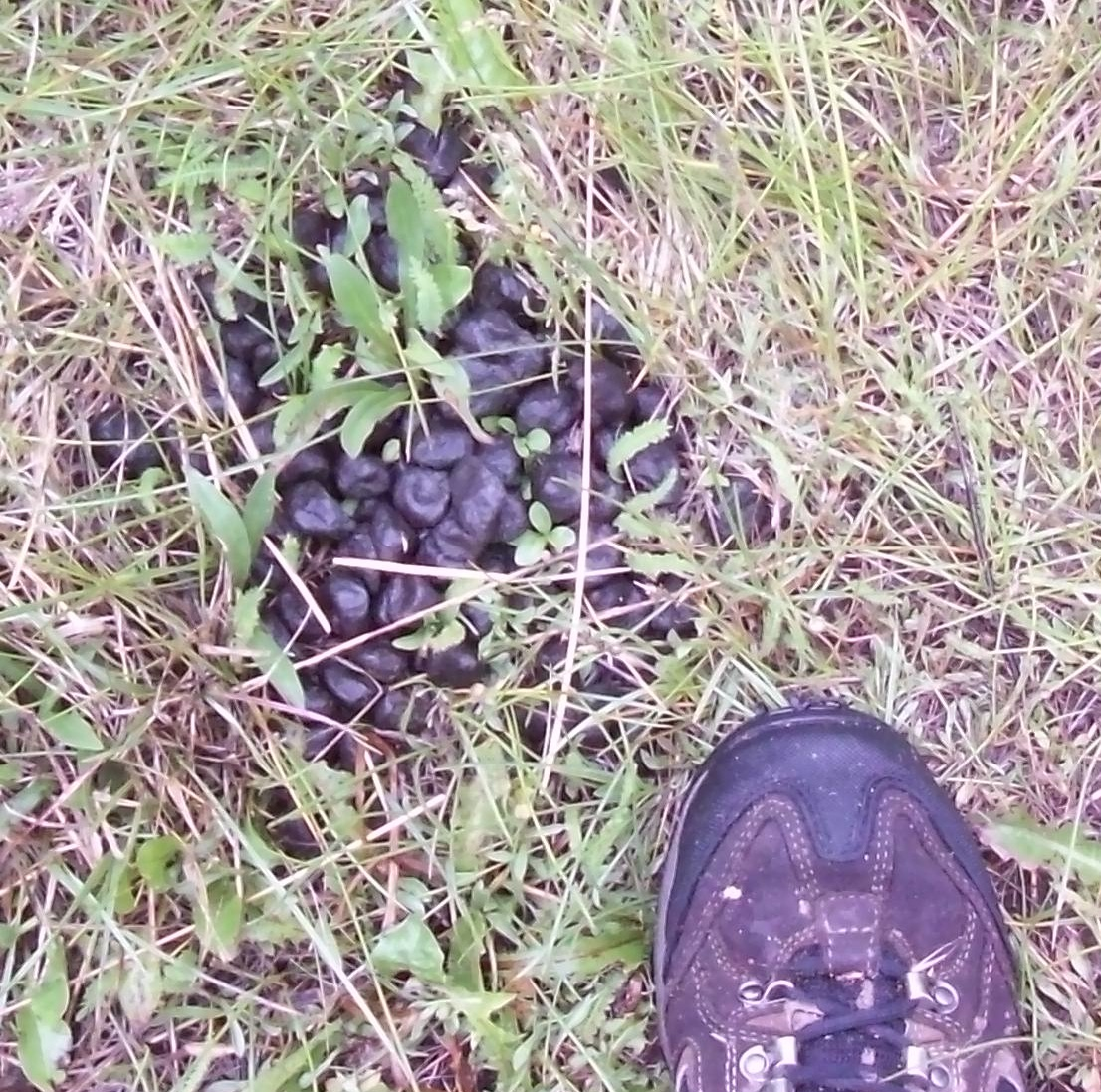
加拿大馬鹿的糞便

加拿大馬鹿是反芻動物，而因此擁有四個相隔開的胃。不同於白尾鹿與駝鹿主要是食葉性，加拿大馬鹿和牛比較相似，其主要是食草性，但也與其他鹿類一樣食葉。加拿大馬鹿主要於早晨與夜晚覓食，期間尋找隱蔽的地區進行消化。牠們的飲食視季節，在天然草葉經一年的補充、樹皮在冬季被吃完，以及闊葉草本植物與樹木在夏季的成長，而有稍微的變異。加拿大馬鹿每天平均吃掉20磅（9.1）的多種食料，尤其喜愛楊樹嫩枝，其於春季成長。而在某些地域的楊樹樹叢衰退後，棲息於當地的加拿大馬鹿受到了些許衝擊。

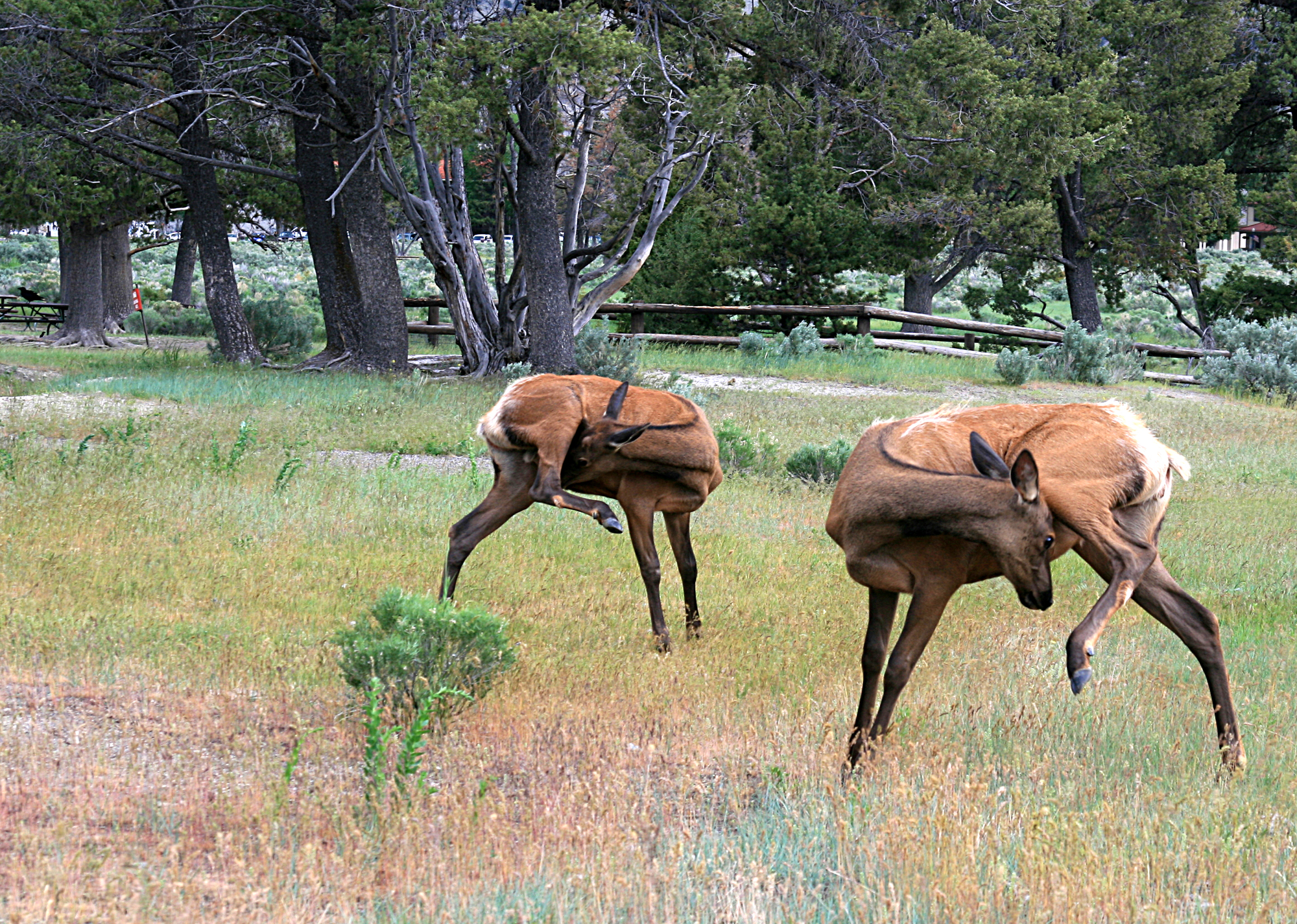
加拿大馬鹿，於黃石國家公園

牧場和野生動物管理人員透過對加拿大馬鹿的糞便的觀察，可以得知並監控加拿大馬鹿的族群數與資源使用。

### 健康問題
加拿大馬鹿身上已發現了至少53種單細胞生物與寄生動物。除了少數例外，這些寄生生物在野生與圈養馬鹿間很少引起重大死亡率。
腦蟲（Parelaphostrongylus tenuis，或稱腦膜寄生蟲）是一種寄生性的線蟲動物，以侵襲加拿大馬鹿等動物的脊椎神經與腦組織著名，嚴重者能導致死亡。最終宿主是白尾鹿，腦蟲在白尾鹿中通常不會產生負面作用。加拿大馬鹿在放牧時，可能會不慎食入中間宿主－－蝸牛與蛞蝓。
鹿類慢性消耗病會侵襲加拿大馬鹿的腦組織，其蹤跡並遍及整個加拿大馬鹿在北美洲的活動範圍。最早的記錄出現在1960年代末期的北美黑尾鹿身上，疾病後來並侵襲了遊戲農莊與某些地區的荒野中的加拿大馬鹿。感染該疾病的加拿大馬鹿開始出現體重驟降、需水量增加、迷失方向感與倦怠等現象，疾病到了晚期可能會導致死亡。此疾病與狂牛症十分類似但不盡然相同，其尚未出現對人類造成危險的記錄，也沒有證據顯示其會對馴養家畜造成威脅。2002年，南韓因為擔心鹿類慢性消耗病所產生的負面影響，而下令禁止進口加拿大馬鹿的鹿角與絨毛狀皮。

## 文化關係
加拿大馬鹿在許多人文史中扮演了重要的角色。數千年以前，美國西南部的阿納薩齊人（Anasazi）將加拿大馬鹿的象形文字與岩石畫刻上峭壁。而較近代的美洲土生印第安人部落，包括庫特奈族（Kootenai）、克里族（Cree）、黑腳族（Blackfeet）、奧吉布瓦族（Ojibwa）與波泥族（Pawnee），則以加拿大馬鹿的獸皮製作毯子與長袍。加拿大馬鹿在拉科塔族中帶有特殊且重大的意義，並在他們的社會主宰著心靈與精神。拉科塔男人出生時，會被授予一顆加拿大馬鹿的牙齒以保佑其長命，這個過程也被視為死鹿腐去的最後一道步驟。

## 保护现状
在中国，由于马鹿的鹿尾、鹿鞭和鹿茸被认为是名贵的滋补品，因此中国的马鹿被大量捕杀和饲养，是中国国家二级保护动物。

## 外部連結
- 亞利桑那加拿大馬鹿（页面存档备份，存于） 亞利桑那州遊戲與魚類部門
- 洛磯山加拿大馬鹿發源地（页面存档备份，存于）